# Großer Palmensalamander
Der Große Palmensalamander (Bolitoglossa dofleini, Syn.: Bolitoglossa schmidti) ist ein Klettersalamander aus der Ordnung der Schwanzlurche. Er gehört zur Familie der Lungenlosen Salamander und ist in Mittelamerika in den Ländern Belize, Guatemala und Honduras verbreitet.

## Merkmale
Die morphologischen Unterschiede zwischen Männchen und Weibchen des Großen Palmensalamanders sind größer als bei jeder anderen Salamanderart. Die Kopf-Rumpf-Länge der größeren Weibchen kann bis zu 11 cm betragen, die Schwanzlänge von rund 9 cm kommt dazu, so dass die Weibchen an die 20 cm Gesamtlänge erreichen können. Weibchen haben einen gedrungenen Körperbau und in Bezug auf die Körperlänge relativ kurze Beine. Legt man ihre Beine an den Körper an, so bleibt zwischen den nach hinten weisenden Vorderbeinen und den nach vorne weisenden Hinterbeinen noch ein beträchtlicher Abstand, während sich bei den Männchen die Beine berühren oder überlappen. Männchen haben eine Kopf-Rumpf-Länge von nur rund 7 cm und sind damit wesentlich kleiner. Sie wirken schlanker als die Weibchen und ihr Kopf ist vom Hals deutlicher abgesetzt. Außerdem sind die adulten Männchen an der unterseits des Mauls an der Kehle deutlich sichtbaren Kinndrüse zu erkennen. McCranie, Wake und Wilson merken in ihrer Neubeschreibung der Art aus dem Jahre 1996 an, dass die beiden Geschlechter des Großen Palmensalamanders wie zwei verschiedene Arten erscheinen. Umso erstaunlicher ist es, dass aus Honduras noch keine Männchen dieser Art bekannt sind. Die Beschreibung des Großen Palmensalamanders aus Honduras durch Emmett Reid Dunn im Jahr 1924 beruht daher nur auf einem Weibchen.
Am Kiefer sitzt eine große Anzahl von Zähnchen, bei Weibchen, die in Honduras untersucht wurden, beträgt die Anzahl durchschnittlich 93, bei Männchen aus Guatemala waren es durchschnittlich 55.
Die Färbung ist dunkelbraun bis grau, unregelmäßig gelblich weiß gefleckt.

## Lebensweise
Über die Lebensweise dieser baumbewohnenden Klettersalamander ist noch wenig bekannt. Die Untersuchung des Mageninhalts von mehr als 100 Exemplaren ergab, dass Ameisen zur Hauptnahrungsquelle für den Großen Palmensalamander gehören. Außerdem befanden sich Käfer und Tausendfüßler sowie Regenwürmer in den Mägen. Auch kleine Steine werden von den Salamandern aufgenommen und spielen vielleicht eine Rolle beim Zerkleinern der Nahrung in ihren Mägen.

## Taxonomie
Die Art wurde im Jahr 1903 von Franz Werner nach einem Exemplar in der Bayerischen Staatssammlung in München als Spelerpes Dofleini erstmals beschrieben. 1924 wurde der Salamander von Emmett Reid Dunn unter dem Namen Oedipus schmidti nach einem von Karl Patterson Schmidt in Honduras gesammelten Exemplar nochmals beschrieben. Die Synonymie wurde erst 1996 durch McCranie, Wake und Wilson aufgeklärt, da Werners Typusexemplar in München inzwischen verloren gegangen war.